# 베를린 페스티벌
베를린 페스티벌(독일어: Berliner Festspiele)은 독일 베를린에서 1년에 걸쳐 열리는 국제적인 축제이다.

## 프로그램

### 2004년 ~ 2011년
Berliner Lektionen -- 베를린 강연회
National Contests -- 국내 경연 대회
Int. Literature Festival -- 국제 문학 축제
Jazzfest Berlin -- 재즈 축제
MaerzMusik -- 현대 음악 축제
Martin-Gropius-Bau -- 예술&문화의 역사에 관한 전시회
Musikfest Berlin -- 오케스트라 콘서트
spielzeit’europa -- 극장&무용 작품
Theatertreffen -- 연극축제

### 2012년
Ruslmport -- 러시아의 예술가들을 초대
Foreign Affairs
그 외 2004~2011 프로그램 중 spielzeit'europa 만 빠지고 나머지는 동일.